# Wittsteinia
Wittsteinia es un género de plantas fanerógamas con tres especies descritas, hoy día taxonómicamente discutidas, perteneciente a la familia Alseuosmiaceae.

## Distribución
Limitada a Australia, Nueva Caledonia y Papua Nueva Guinea.

## Taxonomía
El género fue descrito por  Ferdinand von Mueller, y publicado en Fragmenta Phytographiæ Australiæ, 2, p. 136 en 1861.
Etimología
Wittsteinia: nombre genérico otorgado en honor de Georg Christian Wittstein, el autor de un diccionario etimológico usado como referencias por Mueller.

## Especies descritas
- Wittsteinia balansae (Baill.) Steenis = Periomphale balansae Baill.
- Wittsteinia papuana (Steenis) Steenis = Periomphale papuana Steenis
- Wittsteinia vacciniacea  F.Muell. - Especie tipo